# Stephanoura
Stephanoura is een geslacht van uitgestorven slangsterren uit de familie Ophiolepididae. Vertegenwoordigers van dit geslacht zijn slechts als fossiel bekend.

## Soorten
- Stephanoura belgica Ubaghs, 1941 †